# Varberg–Borås–Herrljunga Järnväg
Varberg–Borås–Herrljunga Järnväg (VBHJ) bildades 1930 genom sammanläggning av linjerna Varberg–Borås Järnväg (WBJ) och Borås–Herrljunga Järnväg (BHJ).